# The Late Show with Stephen Colbert
The Late Show with Stephen Colbert er et amerikansk late-night talkshow hostet af Stephen Colbert, som havde premiere den 8. september 2015. Produceret af Spartina Productions og CBS Studios, det er den anden iteration af The Late Show-serien af CBS. Programmet er optaget på Ed Sullivan Theatre i New York City og sendes hver mandag til fredag kl. 23.35, som med sine konkurrenter Jimmy Kimmel Live! og The Tonight Show Starring Jimmy Fallon i hovedrollen.